# You Ain’t Seen Nothin’ Yet
You Ain’t Seen Nothin’ Yet ist die zweite EP der schweizerischen Hard-Rock-Band Krokus.

## Hintergrund
Nachdem 1992 bei Fernando von Arb Lymphkrebs diagnostiziert wurde, fiel die Besetzung, die das 1990 erschienene Album Stampede einspielte, wieder auseinander und Krokus war zunächst wieder inaktiv. Erst nach der vollständigen Genesung reformierte von Arb zusammen mit Many Maurer, der ebenfalls aus der Stampede-Besetzung übrig blieb, die Band. Komplettiert wurde die Formation durch Altbekannte: Der langjährige Frontmann Marc Storace übernahm, nachdem Differenzen mit Fernando von Arb ausgeräumt worden waren, wieder den Gesang. Darüber hinaus kehrten Mark Kohler an die Rhythmusgitarre und Freddy Steady ans Schlagzeug zurück. In dieser Besetzung absolvierte Krokus 1994 zunächst die Living Legend Tour, ehe man als Vorbote zum nächsten Album To Rock or Not to Be die ausschließlich in der Schweiz erhältliche EP You Ain’t Seen Nothin’ Yet veröffentlichte. Diese enthält neben der regulären Coverversion des Bachman-Turner-Overdrive-Klassikers You Ain’t Seen Nothing Yet zusätzlich eine durch einen Instrumentalteil verlängerte Variante sowie mit „Down the Drain“ und „Shy Kid“ zwei Livesongs, die beide bei der Warm-Up Show zur Living Legend Tour am 3. Februar 1994 in Solothurn, der schweizerischen Heimatstadt der Band, mitgeschnitten wurden. Während die Liveaufnahmen nur auf dieser EP erhältlich sind, wurde je eine der beiden eingespielten Versionen von „You Ain’t Seen Nothin’ Yet“ den 1999 im Doppelpack wiederveröffentlichten Alben Stampede und To Rock or Not to Be als Bonustrack hinzugefügt.

## Titelliste
1. You Ain’t Seen Nothin’ Yet (3:54) (Randy Bachman)
2. Down the Drain (Live) (4:28) (Fernando von Arb/Chris von Rohr)
3. Shy Kid (Live) (2:39) (von Arb/von Rohr/Jürg Naegeli)
4. You Ain’t Seen Nothin’ Yet – Chesslete (6:23) (Bachman/von Arb/Freddy Steady/Naegeli)

### Coverversion
- „You Ain’t Seen Nothin’ Yet“ ist eine Bachman-Turner-Overdrive-Coverversion. Das Lied wurde ursprünglich 1974 auf dem Album Not Fragile veröffentlicht.

## Besetzung
Gesang: Marc Storace
Leadgitarrist: Fernando von Arb
Rhythmusgitarrist: Mark Kohler
Bass: Many Maurer
Schlagzeug: Freddy Steady